# Джон Вайт (веслувальник)
Джон Вайт (англ. John White, 16 травня 1916 — 16 березня 1997) — американський академічний веслувальник.
Олімпійський чемпіон 1936 року в складі вісімки.